# Microvalgus rufipennis
Microvalgus rufipennis är en skalbaggsart som beskrevs av Lea 1914. Microvalgus rufipennis ingår i släktet Microvalgus och familjen Cetoniidae. Inga underarter finns listade i Catalogue of Life.